# Alexander Wilson Taylor
Alexander Wilson Taylor (* 22. März 1815 in Indiana, Indiana County, Pennsylvania; † 7. Mai 1893 ebenda) war ein US-amerikanischer Politiker. Zwischen 1873 und 1875 vertrat er den Bundesstaat Pennsylvania im US-Repräsentantenhaus.

## Werdegang
Alexander Taylor erhielt eine gute Grundschulausbildung. Er besuchte die Indiana Academy in seiner Heimatstadt und danach des Jefferson College in Canonsburg. Nach einem anschließenden Jurastudium in Carlisle und seiner 1841 erfolgten Zulassung als Rechtsanwalt begann er in seinem Geburtsort Indiana in diesem Beruf zu arbeiten. Zwischen 1845 und 1848 war er Gerichtsdiener am dortigen Bezirksgericht. Später schlug er als Mitglied der Republikanischen Partei auch  eine politische Laufbahn ein. In den Jahren 1859 und 1860 saß er als Abgeordneter im Repräsentantenhaus von Pennsylvania.
Bei den Kongresswahlen des Jahres 1872 wurde Taylor im 21. Wahlbezirk von Pennsylvania in das US-Repräsentantenhaus in Washington, D.C. gewählt, wo er am 4. März 1873 die Nachfolge des Demokraten Henry Donnel Foster antrat. Bis zum 3. März 1875 konnte er eine Legislaturperiode im Kongress absolvieren. Nach seiner Zeit im US-Repräsentantenhaus praktizierte Alexander Taylor wieder als Anwalt. Er starb am 7. Mai 1893 in Indiana.